# Zespół Szkół Ogólnokształcących i Technicznych nr 13 w Toruniu
Zespół Szkół Ogólnokształcących i Technicznych nr 13 w Toruniu (również: Szkoła Mistrzostwa Sportowego w Toruniu) – zespół szkół ogólnokształcących (liceum i technikum). Mieści się przy ul. Targowej 36/38 w Toruniu. Kształci umiejętności sportowe uczniów w: kolarstwie, wioślarstwie i hokeju na lodzie. Szkoła powstała w 1997 roku w wyniki połączenia istniejących klas sportowych w szkołach toruńskich.
Od 2013 roku przy szkole działa Akademia Kolarska Michała Kwiatkowskiego. Szkoła od marca 2019 roku współpracuje z Uniwersytetem Mikołaja Kopernika w Toruniu.

## Absolwenci
- Michał Kwiatkowski – kolarz szosowy, Mistrz Świata ze startu wspólnego, Mistrz Polski w jeździe indywidualnej na czas[6][3]
- Łukasz Pawłowski – wioślarz, srebrny medalista Igrzysk Olimpijskich w Pekinie[3]
- Sławomir Kruszkowski – wioślarz, olimpijczyk[3]